# Reticypris
Reticypris is een geslacht van kreeftachtigen uit de klasse van de Ostracoda (mosselkreeftjes).

## Soort
- Reticypris herbsti McKenzie, 1978